# Kościół św. Jadwigi w Brennie
Kościół św. Jadwigi w Brennie – rzymskokatolicki kościół parafialny we wsi Brenno, w powiecie leszczyńskim. Mieści się przy ulicy Jeziornej. Należy do dekanatu przemęckiego.
Obecny budowla murowana została wybudowana w 1781 roku. Wieża i wnętrze kościoła – ambona, boczne ołtarze i aniołki reprezentują styl barokowy a sam ołtarz główny został wykonany w stylu neoklasycystycznym.
W czasie II wojny światowej kościół, został zamieniony na magazyn materiałów biurowych. Pierwszy powojenny proboszcz, ksiądz Stefan Hanas odnowił zniszczoną świątynię. Zostało wymienione pokrycie dachowe z gontu drewnianego na czerwoną dachówkę, został zbudowany nowy mur otaczający budowlę, została wyremontowana wieża, zostały zamontowane dwa nowe dzwony „Szczepan” i „Stefan”. 
W dniu 1 maja 1954 obraz Matki Bożej Częstochowskiej został ozdobiony srebrną sukienką w czasie urzędowania proboszcza Antoniego Nowaka (1952–1978).
W czasie urzędowania proboszcza Bernarda Kusa (1978–1981) zostały zamontowane nowe ławki, została wyremontowana stara wieża, została rozbudowana kruchta, wybudowano nową wieżyczkę wentylacyjną, nowy drewniany strop, został powiększony chór, i została rozbudowana zakrystia.
W czasie urzędowania proboszcza Zbigniewa Zielińskiego (1981–1991) został zamontowany elektroniczny system dzwonienia.